# گای هنری (ورزشکار)
گای هنری (انگلیسی: Guy Henry; ۲۸ ژانویهٔ ۱۸۷۵ – ۲۹ نوامبر ۱۹۶۷) فرد نظامی اهل ایالات متحده آمریکا بود.
وی همچنین برندهٔ جوایزی همچون ستاره نقره‌ای شده‌است.